# Земан, Зденек
Зде́нек Зе́ман (чеш. Zdeněk Zeman; род. 12 мая 1947, Прага) — чешский футбольный тренер. Имеет паспорт гражданина Италии.
Земану посвящена песня исполнителя Антонелло Вендитти «Сознание Земана» (итал. La coscienza di Zeman) и две книги под авторством Манльо Канконьи и Стефано Марсильи — «Мистер» (итал. Il mister) и «Земан. Последний мятежник» (итал. Zeman. L’ultimo ribelle). В 1995 году вышла книга Николы Берардино и Пино Аутунно — «Земан», посвящённая личной жизни Зденека. А в 2009 году фильм «Земанландия» режиссёра Джузеппе Сансонны.

## Биография
Зденек Земан родился 12 мая 1947 года в Праге, его отец, Карел, был врачом, оказывавшим первую помощь, а мать, Кветуше Вычпалкова, — домохозяйкой. По материнской линии он приходится племянником Честмиру Выцпалеку, известному игроку и тренеру «Ювентуса», который любил маленького Зденека и привил ему страсть к футболу.
В 1968 году Земан с сестрой Ермилой с помощью дяди переехал в Палермо, спасаясь от Пражской весны, там он получил в 1975 году итальянское гражданство и женился на Кьяре Перриконе, которая родила Земану двух детей — Карела (также ставшего затем футбольным тренером) и Андреа, а также получил диплом ISEF Палермо по спортивной медицине, набрав максимальное количество голосов.

Иногда я чувствую себя в большей степени итальянцем, нежели мои футболисты.

### Тренерская карьера
Земан начал тренерскую карьеру в любительских клубах «Чинизи», «Бачигалупо», «Карини», «Мизильмери» и «Эзакальса». В 1979 году он получил, при посредничестве дяди, временное разрешение на тренерскую работу и начал тренировать молодёжь клуба «Палермо», затем он прошёл на Сицилии тренерские курсы и возглавил клуб Серии С2 «Ликата», уже через год вышедший в Серию В, забив на 30 мячей больше чем ближайший преследователь. Потом возглавил «Фоджу» (Серия С1) и «Парму» (Серия В). С «Пармой» в межсезонье он победил сам «Реал Мадрид» со счётом 2:1, а в Кубке Италии выбил из розыгрыша сам «Милан», но после серии неудачных игр и конфликта с руководством клуба был вынужден вернуться на Сицилию, где возглавил «Мессину», в которой при Земане во взрослой команде дебютировал молодой Сальваторе Скиллачи, который стал лучшим бомбардиром второго итальянского дивизиона с 23 мячами.
В 1989 году Земан вновь приглашается в «Фоджу» президентом клуба Паскуале Казилло. Начав с командой в Серии В, он выходит с ней в высший итальянский дивизион, после чего клуб назвали «Фоджа деи Мираколи» (Чудесная «Фоджа»). Команда Земана сразу стала твёрдым середняком Серии А, а нападение клуба, составленное из Франческо Байано, Джузеппе Синьори и Роберто Рамбауди, было самым грозным среди клубов-неграндов первенства Италии. Перед сезоном 1992/93 Земан, переговорив с руководством клуба, решил полностью обновить команду, создав костяк «Фоджи» из малоизвестных игроков Серий С1 и С2. Клуб, составленный из неизвестных игроков, занял в чемпионате 11-е место, а самым большим достижением того сезона стала победа над «Ювентусом» 2:1. В том же сезоне появился термин «Земаниана», обозначавший бесшабашный атакующий футбол, в который играли молодые футболисты «Фоджи». В «Фодже» Земан и впервые попробовал схему 4-3-3, которой он впоследствии придерживался во всех клубах, в которых работал.
В 1994 году, в котором «Фоджа» заняла 9-е место, Земана начали звать клубы Италии, были и предложения из-за рубежа, в частности от мадридского «Реала», но всё же Земан решил возглавить клуб, который амбициозный президент клуба Серджо Краньотти видел одним из грандов Серии А, — «Лацио». С клубом Земан проработал почти 3 сезона, в которых клуб занял второе и 3-е место в чемпионате, открыл миру талант Алессандро Несты, вышел в полуфинал Кубка Италии и четвертьфинал Кубка УЕФА, но сезон 1996/97 у «Лацио» не задался, и 27 января 1997 года Земан был уволен. После увольнения ему сразу поступило несколько предложений, среди которых была и каталонская «Барселона», но Земан принял предложение от президента «Ромы» Франко Сенси. Команда в те годы не блистала, в предыдущем первенстве она заняла только 12-е место, лишь за 4 тура до финиша чемпионата обеспечив себе сохранение «прописки» в Серии А. Но с приходом Земана всё изменилось: в первом же сезоне с Земаном клуб занял 4-е место в первенстве, а через год был 5-м, что было признано неудачей, после чего Земан был уволен. В этот период Земану удалось окончательно раскрыть талант молодого Франческо Тотти, который был признан лучшим молодым игроком чемпионата. Также в то время Зденек обвинял клуб «Ювентус» в применении допинга.

Закончилась тренировка. Дождь, слякоть. Вошли в раздевалку, сняли форму. Появился с сигаретой флегматичный Земан. И тут Канделя, связав две мокрые гетры, со всей силы швырнул их в лицо тренеру! Но ещё больше меня поразила реакция Земана — он поднял с пола сигарету, вновь её раскурил и спокойно вышел из раздевалки. Я в шоке к Тетрадзе: «Здесь что, так принято?» Омари засмеялся: «Привыкай!» А вокруг — общий хохот, музыка… И потом — никаких санкций.
— Дмитрий Аленичев, игравший в «Роме» в 1998—2000 годах
В 1999 году Земан возглавил клуб «Фенербахче», но уже через 3 месяца был уволен, одержав за этот период лишь одну победу. Затем возглавлял клуб «Наполи», который вывел в Серию А. Но в высшем итальянском дивизионе клуб из 8-ми матчей выиграл лишь один, и Земан вновь был уволен. Затем руководил «Салернитаной», с которой занял 6-е место в Серии В, с «Авеллино», с которой вылетел в Серию С1.
В сезоне 2004/05 Земан возглавлял клуб Серии А «Лечче», с которым занял 10-е место. Клуб демонстрировал яркую и сверхатакующую игру, забив 66 мячей (лишь чемпион — «Ювентус», забил на один гол больше) и пропустив 73 (худший показатель в Серии А), а также открыл итальянскому футболу двух восточноевропейских форвардов — Мирко Вучинича и Валерия Божинова. По окончании сезона контракт с Земаном продлён не был, хотя тиффози «Лечче» настаивали на возобновлении. 5 марта 2006 года Земан возглавил клуб Серии В «Брешиа», заменив Роландо Марана, уволенного после победы 3:0, при этом клуб занимал 5-е место, а при Земане «Брешиа» завершила сезон лишь на 10-й строчке в турнирной таблице. 21 июня 2006 года Земан вновь стал тренером «Лечче», однако клуб, купивший по просьбе Земана нескольких игроков, уверенно начав чемпионат, вскоре попал в полосу кризиса, во время которой команда проиграла несколько матчей, и 24 декабря 2006 года Земан был уволен, после 10 поражений в 18-ти играх за полгода.
17 июня 2008 года Земан возглавил сербский клуб «Црвена звезда», с которым проиграл в финале Кубка Интертото, а в чемпионате в 3-х турах набрал лишь одно очко, и уже 7 сентября был уволен.
20 июля 2010 года Земан был назначен главным тренером «Фоджи». 23 мая 2011 года он покинул пост главного тренера команды: «С „Фоджей“ мне не удалось занять первое место, а именно такую цель я ставил перед собой. Я не уверен, что мне удастся добиться её и в следующем сезоне, а потому я ухожу».
25 июня 2011 года назначен главным тренером «Пескары». В «Пескаре» Земан сделал ставку на молодых исполнителей, в числе которых были Лоренцо Инсинье, Чиро Иммобиле, а также воспитанник «дельфинов» Марко Верратти. Все они раскрылись как талантливые игроки именно при Земане. Уже в своём первом сезоне при новом тренере «Пескара» обеспечила себе повышение в классе, заняв первую строчку по итогам чемпионата, забив рекордные для Серии B 90 мячей в чемпионате, пропустив при этом 55.
30 мая 2012 года Земан сообщил, что возглавит «Рому», эту же информацию подтвердил на следующий день генеральный директор римского клуба Франко Бальдини. Позже он сказал: «Это мой последний шанс проявить себя в топ-клубе, ведь я уже немолод». 4 июня Земан подписал контракт с «Ромой» сроком до 30 июня 2014 года. 2 февраля 2013 года, через день после домашнего поражения от «Кальяри» (2:4), был уволен с должности.
14 июня 2015 года был назначен главным тренером швейцарского клуба «Лугано». 4 июня 2016 года принял решение не продлевать отношения с «Лугано».
17 февраля 2017 года назначен главным тренером «Пескары». 19 февраля 2017 года, в первом матче после возвращения Земана, замыкающая турнирную таблицу «Пескара» в 25-м туре Серии A 2016/17 на своём поле крупно обыграла «Дженоа» 5:0, после чего в тот же день гости провели тренерскую рокировку (вместо Ивана Юрича генуэзцев возглавил Андреа Мандорлини).
26 июня 2021 года в 4-й раз в карьере возглавил «Фоджу». Контракт был подписан до конца сезона 2021/22.

### Обвинения в допинге
25 июля 1998 года Земан заявил в интервью: «Победы в чемпионате стали достигаться не только на поле. Пора освободить игру от влияния фармакологии», в частности обвинил Алессандро Дель Пьеро и Джанлуку Виалли. Полемика вылилась в прессу, 10 августа «Ювентус» обвинил Земана в клевете, а главный тренер клуба Марчелло Липпи требовал для Земана 5 лет тюрьмы. 19 сентября было объявлено, что допинг-тесты игроков похищены из лаборатории. Несколько игроков, в частности Паоло Негро, сообщил, что сам Земан, в пору работы тренером «Лацио», заставлял игроков принимать креатин. После этого было начато расследование публичного туринского министерства Раффаеле Гуариньелло, который выдвинул обвинения против руководителя «Ювентуса» Антонио Джираудо и медработника Рикардо Агриколы. Но сам Земан пострадал, судьи перестали ставить пенальти в пользу «Ромы», и даже подсуживали её соперникам, позже Земан был уволен.
Процесс завершился в марте 2007 года приговором кассационного суда, который подтвердила оправдательный приговор, оглашённый после апелляции Джираудо и Агриколы, мотивировав тем, что суд первой инстанции не учёл дополнительные обстоятельства, вместе с тем Верховный суд заявил, что было бы целесообразно провести новое судебное разбирательство, касающееся исключительно наркомафии, однако из-за срока давности новое судебное разбирательство, по итальянским законам, было невозможно инициировать. Кроме этого, в 2005 году международный арбитражный спортивный суд Лозанны оправдал «Ювентус», в связи с тем, что лекарства, принимаемые игроками «Юве», в те годы находились в списке разрешённых лекарств.

### Тактика Земана
Земан — один из самых больших приверженцев схемы 4-3-3 в итальянском футболе. Сам специалист определял эту схему как «геометрия», основанная на атакующей игре, жёстком силовом воздействии на поле, зонной защите, умении делать искусственные офсайды и постоянном прессинге по всему полю. Его методы работы, особенно что касается тренировок команд, также стали очень известны.

## Достижения
Командные
- Победитель Серии C2 (1): 1984/85
- Победитель Серии B (2): 1990/91, 2011/12

Личные
- Обладатель премии «Серебряная скамья»: 2011/12